# Magnolia championii
Magnolia championii är en magnoliaväxtart som beskrevs av George Bentham. Magnolia championii ingår i släktet Magnolia och familjen magnoliaväxter. Inga underarter finns listade i Catalogue of Life.